# Арцимович, Лев Андреевич
Лев Андре́евич Арцимо́вич (12 (25) февраля 1909, Москва — 1 марта 1973, там же) — советский физик, академик АН СССР (1953), Герой Социалистического Труда (1969).
Труды по атомной и ядерной физике.[стиль] Под руководством Арцимовича впервые в СССР разработан электромагнитный метод разделения изотопов. Л. А. Арцимович был непосредственным участником советского атомного проекта. С 1951 года — бессменный руководитель исследований по физике высокотемпературной плазмы и проблеме управляемого термоядерного синтеза. Под руководством Арцимовича впервые в мире в лабораторных условиях осуществлена термоядерная реакция. Награждён Сталинской премией 1-й степени (1953), Ленинской премией (1958), Государственной премией СССР (1971).
Был председателем Консультативного комитета Евратома по термоядерному синтезу.
Профессор Оксфордского университета Кристофер Ллеуллин-Смит называет Л. А. Арцимовича «признанным пионером и лидером исследований в этой области» (лекция «На пути к термоядерной энергетике» в ФИАНе).

## Биография
Отец — Андрей Михайлович Арцимович, впоследствии профессор БГУ, — происходил из обедневшей дворянской семьи, работал статистиком в Управлении железных дорог Московского узла. Мать — Ольга Львовна (Людвидовна) Левина (Левьен, 1881—?), из московской купеческой семьи (её отец, германский подданный Людвиг Иванович Левин, был среди прочего представителем нескольких европейских машиностроительных заводов в Москве). Племянник одного из руководителей Баварской советской республики Макса Людвиговича Левина. Во время гражданской войны семья очень бедствовала и в 1919 году из-за тяжёлого продовольственного положения покинула Москву и переехала в Белоруссию.
Родители вынуждены были отдать сына в детский дом, откуда он сбежал и некоторое время был беспризорным. После окончания гражданской войны положение семьи постепенно улучшилось. В 1922 году отец был приглашён на должность заведующего кафедрой статистики в Белорусский государственный университет. В 1924 году Арцимович поступил на физико-математический факультет Белорусского университета, который окончил в 1928 году.
По окончании университета около года провёл в Москве, работая в различных библиотеках для повышения образования. В 1929 году защитил в Белорусском университете дипломную работу «Теория характеристических рентгеновских спектров», что дало ему право на получение диплома вместо простого свидетельства об окончании университета. Вскоре после защиты диплома переехал в Ленинград и в 1930 году поступил на работу в Ленинградский физико-технический институт (ЛФТИ) на должность сверхштатного препаратора. Арцимович начал свою научную работу в рентгенографическом отделе ЛФТИ, но через полгода перешёл в отдел электронных явлений и рентгеновских лучей, руководимый П. И. Лукирским.
Совместно с А. И. Алихановым выполнил ряд исследований по физике рентгеновских лучей, из которых наиболее интересным было экспериментальное исследование отражения рентгеновских лучей от тонких слоёв металлов под очень малыми углами. В 1933 году в ЛФТИ начали развиваться исследования по физике атомного ядра, и Арцимович одним из первых переключился на новое направление.
В 1966 году подписал письмо 25 деятелей культуры и науки генеральному секретарю ЦК КПСС Л. И. Брежневу против реабилитации Сталина.

### Семья
- Жена — Нелли Георгиевна (1927—2023) — иммунолог; доктор медицинских наук, профессор; член-корреспондент РАН.
- Приёмный сын — Вадим[8].
- Дочери от первого брака с Марией Николаевной Флёровой — Людмила (кандидат физико-математических наук, сотрудник Курчатовского института) и Ольга[9].
- Сестра — Вера Андреевна Арцимович.
- Племянники — Ольга Владимировна Арцимович (вторая жена Булата Окуджавы) и Юрий Владимирович Лебедев-Шмидтгоф.

## Научная деятельность
Основные труды по атомной и ядерной физике. Исследовал процессы взаимодействия быстрых электронов с веществом, получил данные о зависимости интенсивности тормозного излучения и полных потерь энергии от энергии быстрых электронов, которые подтвердили выводы и предсказания квантовой теории, что в то время имело принципиальное значение. В 1935 году совместно с И. В. Курчатовым доказал захват нейтрона протоном. Совместно с А. И. Алихановым и А. И. Алиханьяном доказал сохранение импульса при аннигиляции электрона и позитрона (1936).
Вместе с Курчатовым исследовал закономерности поглощения медленных нейтронов ядрами различных веществ (1934—1941).
Во время Великой Отечественной войны вместе с ЛФТИ был эвакуирован в Казань, где занимался оборонной тематикой. Проводил теоретические исследования в области электронной оптики и по теории излучения в бетатроне, занимался разработкой электронно-оптических систем ночного видения в инфракрасной области спектра.
В 1944 году перешёл на работу в Лабораторию измерительных приборов АН СССР (ЛИПАН, преобразована в 1955 году в Институт атомной энергии им. И. В. Курчатова). Под руководством Арцимовича впервые в СССР разработан электромагнитный метод разделения изотопов. На экспериментальных установках, созданных в отделе Арцимовича, в ноябре 1945-го получен первый в СССР уран-235 с уровнем обогащения до 12-15 %. К концу 1946 года обогащение удалось довести до 90 %. В рамках Спецкомитета осуществлял научно-технические работы по сооружению завода № 814 по электромагнитному разделению изотопов в промышленных масштабах (сегодня — ФГУП Комбинат «Электрохимприбор» в городе Лесном Свердловской области).
В 1953 году эта работа была удостоена Сталинской премии 1-й степени СССР.
В 1950 году Арцимович возглавил экспериментальные исследования в стране по управляемому термоядерному синтезу. В 1952 году он открыл нейтронное излучение высокотемпературной плазмы (работа получила Ленинскую премию в 1958 году). Также это достижение было признано как научное открытие и занесено в Государственный реестр открытий СССР под № 3 с приоритетом от 4 июля 1952 г . в следующей формулировке: «При исследовании высокотемпературной плазмы установлено неизвестное ранее явление, заключающееся в том, что в плазме, образованной при прохождении мощных импульсов тока через дейтерий, возникает нейтронное излучение интенсивностью около 108 нейтронов на разряд. Это излучение обусловлено появлением в плазме группы неравновесных быстрых частиц (дейтронов)».
Спустя несколько лет (1956 год) установил нетермоядерную природу нейтронов, излучаемых в газоразрядных пинчах.
Арцимович руководил работой на термоядерных установках «Токамак», завершившейся получением физической термоядерной реакции. В частности, на установке «Токамак-4» были зарегистрированы первые термоядерные нейтроны (1968). Цикл работ по получению и исследованию высокотемпературной плазмы в «Токамаках» был удостоен Государственной премии СССР (1971).
В 1932—1936 годах — доцент ЛГУ.
С 1946 года — профессор кафедры прикладной ядерной физики МИФИ.
В 1953—1973 годах — профессор, основатель кафедры атомной физики МГУ.
В 1955 году подписал «Письмо трёхсот».
В 1963—1973 году был заместителем председателя Советского Пагуошского комитета и возглавлял Национальный комитет советских физиков.

## Награды и звания
- Герой Социалистического Труда (25.02.1969)
- 4 ордена Ленина (04.01.1954; 22.12.1951; 07.04.1967; 25.02.1969)
- 2 ордена Трудового Красного Знамени (10.06.1945; 19.09.1953)
- медали
- Ленинская премия (1958)
- Сталинская премия первой степени (1953)
- Государственная премия СССР (1971)
- 1953 — академик АН СССР
- 1957 — академик-секретарь Отделения общей физики и астрономии АН СССР, член Президиума АН СССР
- 1965 — почётный член Чехословацкой Академии наук
- 1966 — член Американской академии искусств и наук
- 1968 — почётный член Шведской королевской академии наук
- 1969 — почётный член Югославской академии наук
- 1969 — почётный доктор наук Загребского университета (Югославия)
- 1969 — иностранный член Академии наук ГДР[12]
- 1972 — почётный доктор Варшавского университета

## Память
- 1973 — назван кратер на Луне

Могила Арцимовича на Новодевичьем кладбище Москвы.

- 1974 — выпущена почтовая марка «Академик Л. А. Арцимович (1909—1973)»
- 1974 — спущен на воду теплоход «Академик Арцимович» (Франция)
- 1985 — увековечен в названии улицы в Москве,
- 1973 — учреждение стипендии имени памяти академика Л. А. Арцимовича студентам-отличникам физических факультетов МГУ и МИФИ.
- 2015 — установлен памятник в городе Лесном Свердловской области на площади перед Технологическим институтом (МИФИ-3)[13].

## Некоторые высказывания
- Арцимовичу приписывается авторство следующих высказываний.[источник не указан 4869 дней]

Наука — лучший способ удовлетворения личного любопытства за государственный счёт.

Будущее принадлежит астрофизике.

Для ясного понимания проблемы не следует надевать на тощий скелет экспериментальных фактов слишком сложные математические одеяния.

Золотое яблоко успеха появляется часто на самой незаметной веточке могучего дерева науки.

Учёные, начинающие работу в области термоядерного синтеза и встречающиеся с неустойчивостью плазмы, находятся примерно в том же положении, как человек, который пытается в первый раз прокатиться на одноколёсном велосипеде, хотя он до этого и обычного велосипеда не видел.

- Трудность решения проблемы управляемого термоядерная синтеза отражена в его словах:

Вряд ли есть какие-либо сомнения в том, что в конечном счёте проблема управляемого синтеза будет решена. Природа может расположить на пути решения этой проблемы лишь ограниченное число трудностей, и после того, как человеку, благодаря непрерывному проявлению творческой активности, удастся их преодолеть, она уже не в состоянии будет изобрести новые.

Физика плазмы ведёт к решению важнейших технических задач будущего, поэтому она имеет право на благосклонное отношение со стороны руководителей атомной техники нашего времени.

Надежда на быстрое решение проблемы УТС — то же, что надежда грешника попасть в рай, минуя чистилище.

Проблема термоядерного синтеза как бы специально создана для того, чтобы стать предметом тесного сотрудничества учёных и инженеров различных стран.

Термоядерная энергетика появится тогда, когда она станет действительно необходима человечеству.

## Интересные случаи
В лаборатории Московского механического института стали барахлить счётчики Гейгера — при приложении напряжения в них происходил самопроизвольный разряд. Счётчики заполнялись парами 96 % этилового спирта. Л. А. Арцимович внимательно осмотрел устройства, велел позвать изготовлявшего их стеклодува и сказал ему при всех: «Если вы ещё будете разбавлять спирт в установке, я порекомендую вашему начальству выгнать вас с работы». Счётчики стали вновь работать… (Воспоминания Б. В. Литвинова).

## Основные работы
- Арцимович Л. А. Управляемые термоядерные реакции. — 2-е изд. — М.: Физматгиз, 1963.
- Арцимович Л. А. Замкнутые плазменные конфигурации. — М.: Наука, 1969.
- Арцимович Л. А. Элементарная физика плазмы. — 3-е изд. — М.: Атомиздат, 1969.
- Арцимович Л. А., Лукьянов С. Ю. Движение заряженных частиц в электрических и магнитных полях. — 2-е изд., испр. — М.: Наука, 1972.
- Арцимович Л. А. Что каждый физик должен знать о плазме. — 2-е изд. — М.: Атомиздат, 1977.
- Арцимович Л. А. Избранные труды: Атомная физика и физика плазмы. — М.: Наука, 1978.
- Арцимович Л. А., Сагдеев Р. З. Физика плазмы для физиков. — М.: Атомиздат, 1979.

### Некоторые статьи
- Арцимович Л. А. Взаимодействие элементарных частиц // УФН, № 5 (1940).
- Арцимович Л. А. Исследования по управляемым термоядерным реакциям в СССР // УФН, Т. 66, № 12 (1958).
- Арцимович Л. А. О состоянии исследовании по управляемым термоядерным реакциям // УФН, Т. 76, № 1 (1962).
- Арцимович Л. А. О перспективах исследований по проблеме управляемого ядерного синтеза // УФН, Т. 91, № 3 (1967).
- Арцимович Л. А. О нагреве ионов в установке «Токамак» // УФН, Т. 99, № 11 (1969).
- Арцимович Л. А. Физик нашего времени (Заметки о науке и ее месте в обществе) // Новый мир. 1967. № 1. С. 190—203.